# Коржевка (Ульяновська область)
Коржевка (рос. Коржевка) — село в Інзенському районі Ульяновської області Російської Федерації.
Населення становить 629 осіб. Входить до складу муніципального утворення Коржевське сільське поселення.

## Історія
Від 2004 року входить до складу муніципального утворення Коржевське сільське поселення.

## Населення
| 2010 |
| ---- |
| 629  |